# أوغستين أوبيرت
أوغستين أوبيرت (بالفرنسية: Augustin Aubert)‏ هو رسام فرنسي، ولد في 23 يناير 1781 في مارسيليا في فرنسا، وتوفي بنفس المكان في 1847.